# Winnezeele
Winnezeele település Franciaországban, Nord megyében. Lakosainak száma 1280 fő (2022. január 1.). Winnezeele Herzeele, Steenvoorde, Houtkerque és Oudezeele községekkel határos.

## Népesség
A település népessége az elmúlt években az alábbi módon változott:
| Lakosok száma | 1223 | 1251 | 1301 | 1306 | 1307 | 1313 | 1319 | 1300 | 1280 |
|               | 2013 | 2015 | 2016 | 2017 | 2018 | 2019 | 2020 | 2021 | 2022 |